# 多佛 (麻薩諸塞州普查規定居民點)
多佛（英語：Dover）是位於美國麻薩諸塞州諾福克縣的一個普查規定居民點。

## 人口
根據2020年美國人口普查的數據，多佛的面積為11.28平方千米，當中陸地面積為10.98平方千米，而水域面積為0.29平方千米。當地共有人口2452人，而人口密度為每平方千米217.38人。